# 山口村 (兵庫県朝来郡)
山口村（やまぐちむら）は、兵庫県朝来郡に存在した村。現在の朝来市中部にあたり、区域は概ね朝来市立山口小学校の校区に相当する。

## 歴史

### 年表
- 1889年（明治22年）4月1日 - 町村制施行により、岩津村、佐嚢村、立野村、田路村、新井村、羽淵村、山口村および八代村の一部（旧口八代村）の地域をもって、山口村が誕生[1][2]
- 1954年（昭和29年）3月31日 - 中川村と新設合併して朝来町となり、山口村が消滅[1][2]